# Stanislav Ivanov (football, 1999)
Stanislav Ivanov (bulgare : Станислав Иванов), né le 16 avril 1999 à Gabrovo en Bulgarie est un footballeur international bulgare qui évolue au poste d'ailier droit à l'Arda Kardjali.

## Biographie

### En club

#### Levski Sofia
Natif de Gabrovo en Bulgarie, Stanislav Ivanov est formé par le Levski Sofia, où il poursuit sa formation après avoir joué pour le club de sa ville natale, le FC Yantra Gabrovo (en). Il fait ses débuts en professionnels avec le Levski Sofia le 2 mars 2016 lors d'une rencontre de championnat face au PFK Montana (0-0).

#### Chicago Fire
Le 9 décembre 2020, il est transféré au Fire de Chicago en MLS après 86 rencontres avec son club formateur. Il joue son premier match sous ses nouvelles couleurs le 21 juillet 2021, face à D.C. United. Il entre en jeu à la place de Przemysław Frankowski et les deux équipes se neutralisent (2-2 score final). Ne parvenant pas à s'imposer en deux saisons à Chicago, il est décidé d'une rupture de son contrat à l'amiable le 13 janvier 2023.

### FK Arda Kardjali
Le 13 février 2023, Stanislav Ivanov rejoint librement le FK Arda Kardjali. Il signe un contrat de deux ans et demi, soit jusqu'en juin 2025.

### En équipe nationale
Stanislav Ivanov se fait remarquer avec l'équipe de Bulgarie des moins de 17 ans le 11 janvier 2016 en réalisant un triplé face à la Moldavie, permettant à son équipe de remporter le match (2-3).
Sélectionné avec l'équipe de Bulgarie des moins de 19 ans de 2016 à 2018, il porte le brassard de capitaine à plusieurs reprises.
Stanislav Ivanov fête sa première sélection avec l'équipe de Bulgarie espoirs face à l'Estonie le 5 septembre 2019. Il est titulaire ce jour-là et se distingue en inscrivant également son premier but pour les espoirs, contribuant à la victoire des siens (0-4). Le 15 novembre de la même année il est l'auteur d'un doublé face à la Pologne, menant une prestation abouti où il est également passeur décisif sur le premier but des siens, étant donc impliqué sur la totalité des buts de son équipe, qui s'impose par trois buts à zéro.

## Statistiques
| Saison                | Club                  | Championnat           | Championnat | Championnat | Coupe(s) nationale(s) | Coupe(s) nationale(s) | Compétition(s) continentale(s) | Compétition(s) continentale(s) | Compétition(s) continentale(s) | Total | Total |
| Saison                | Club                  | Division              | M.          | B.          | M.                    | B.                    | Comp.                          | M.                             | B.                             | M.    | B.    |
| 2015-2016             | PFK Levski Sofia      | Parva liga            | 1           | 0           | 0                     | 0                     | -                              | -                              | -                              | 1     | 0     |
| 2016-2017             | PFK Levski Sofia      | Parva liga            | 13          | 0           | 0                     | 0                     | -                              | -                              | -                              | 13    | 0     |
| 2017-2018             | PFK Levski Sofia      | Parva liga            | 8           | 0           | 0                     | 0                     | -                              | -                              | -                              | 8     | 0     |
| 2018-2019             | PFK Levski Sofia      | Parva liga            | 17          | 2           | 2                     | 2                     | C3                             | 1                              | 0                              | 20    | 4     |
| 2019-2020             | PFK Levski Sofia      | Parva liga            | 27          | 9           | 4                     | 0                     | C3                             | 4                              | 0                              | 35    | 9     |
| 2020-2021             | PFK Levski Sofia      | Parva liga            | 12          | 1           | 0                     | 0                     | -                              | -                              | -                              | 12    | 1     |
| Sous-total            | Sous-total            | Sous-total            | 78          | 12          | 6                     | 2                     | -                              | 5                              | 0                              | 89    | 14    |
| 2021                  | Fire de Chicago       | MLS                   | 11          | 0           | 0                     | 0                     | -                              | -                              | -                              | 11    | 0     |
| 2022                  | Fire de Chicago       | MLS                   | 15          | 1           | 1                     | 0                     | -                              | -                              | -                              | 16    | 1     |
| Sous-total            | Sous-total            | Sous-total            | 26          | 1           | 1                     | 0                     | -                              | 0                              | 0                              | 27    | 1     |
| Total sur la carrière | Total sur la carrière | Total sur la carrière | 104         | 13          | 7                     | 2                     | -                              | 5                              | 0                              | 116   | 15    |